# Tubastraea faulkneri
Tubastraea faulkneri är en korallart som beskrevs av Wells 1982. Tubastraea faulkneri ingår i släktet Tubastraea och familjen Dendrophylliidae. Inga underarter finns listade i Catalogue of Life.